# Phyllanthus rheedei
Phyllanthus rheedei là một loài thực vật có hoa trong họ Diệp hạ châu. Loài này được Wight miêu tả khoa học đầu tiên năm 1852.